# Parlament der Autonomen Gemeinschaft Baskenland

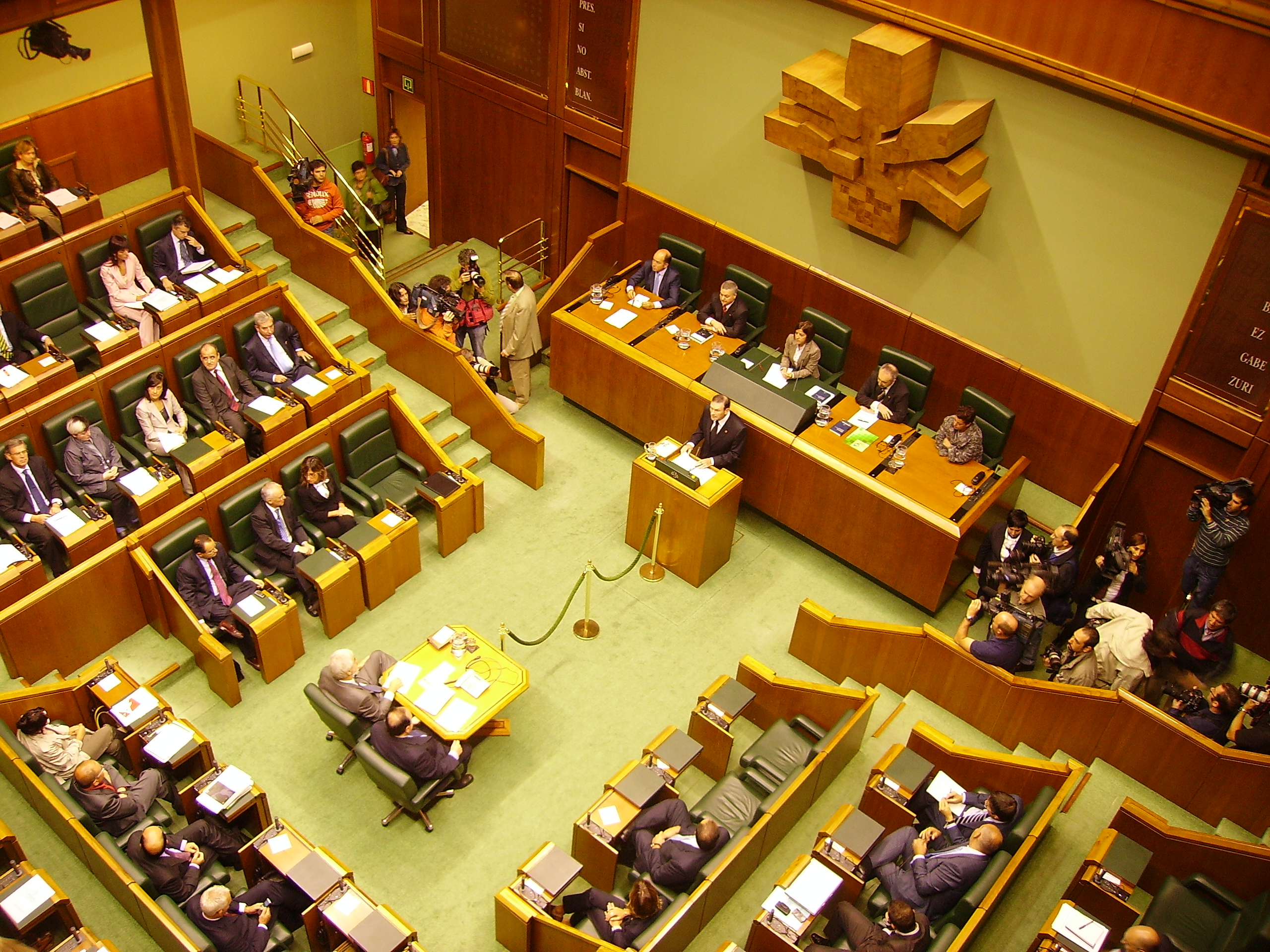
Sitzungssaal des baskischen Parlaments

Das baskische Parlament (baskisch Eusko Legebiltzarra, spanisch Parlamento Vasco) ist das gesetzgebende Organ der Baskischen Autonomen Gemeinschaft Spaniens und die gewählte Versammlung, der die baskische Regierung untersteht.

## Geschichte
Das Parlament tagt in der baskischen Hauptstadt Vitoria-Gasteiz, obwohl die erste Sitzung der modernen Versammlung, wie sie durch das Autonomiestatut des Baskenlandes gebildet wird, am 31. März 1980 in Guernica – dem symbolischen Zentrum der baskischen Freiheiten – stattfand. Später, 1980, begann sie sich in den Räumlichkeiten der alavischen Regierung zu treffen. Im Jahr 1982 erhielt sie einen eigenen Standort in einem ehemaligen Gymnasium. Das Symbol des Parlaments ist eine Eichenskulptur von Néstor Basterretxea, die einen stilisierten Baum darstellt, eine Anspielung auf die Tradition baskischer politischer Versammlungen, die sich unter einem Baum treffen, wie in Guernica.

## Zusammensetzung
Es besteht aus fünfundsiebzig Abgeordneten, die Bürger aus den drei Provinzen der baskischen Autonomen Gemeinschaft vertreten. Jede Provinz (Álava, Gipuzkoa und Biskaya) wählt die gleiche Anzahl von Abgeordneten, obwohl sie sehr unterschiedliche Bevölkerungszahlen haben. Diese wurde gewählt, um Unterstützung von Álava und Navarra zu erhalten, den weniger bevölkerten Gebieten, in denen der baskische Nationalismus weniger beliebt ist. Dennoch ist Navarra nicht der Autonomen Gemeinschaft beigetreten.

## Wahlsystem
Die Wahlen werden nach dem Verhältniswahlsystem mit geschlossener Liste durchgeführt, wobei die Sitze auf Provinzbasis nach dem D’Hondt-Verfahren vergeben werden. Um sich für einen Sitz in einer bestimmten Provinz zu qualifizieren, müssen die Wahllisten mindestens 3 % der in dieser Provinz abgegebenen Stimmen erhalten. Von 1984 bis 2001 lag die Wahlschwelle in jeder Provinz bei 5 %. Die Sitzungen des baskischen Parlaments finden sowohl auf Baskisch als auch auf Spanisch statt, mit Übersetzungsdiensten.
Der derzeitige Präsident des baskischen Parlaments ist Bakartxo Tejeria, der 2012 gewählt wurde.